# Сюй Дунсян
Сю Донсян  (кит.: 徐 東香, 15 січня 1983) — китайська веслувальниця, олімпійська медалістка.

## Виступи на Олімпіадах
| Олімпіада   | Дисципліна         | Місце |
| ----------- | ------------------ | ----- |
| Афіни 2004  | легка двійка парна | 5     |
| Пекін 2008  | легка двійка парна | 5     |
| Лондон 2012 | легка двійка парна | 2     |